# 张港花椰菜
张港花椰菜，是中华人民共和国湖北省天门市张港的一个土特产花椰菜。

## 沿革
1980年，张港镇作为武汉钢铁的蔬菜生产基地，主要种植大白菜。之后多年根据市场变化，规划为花椰菜产地。2011年12月，天门市花椰菜标准化示范区通过了中国标准化委员会验收，成为天门市首个“种植类”国家级农业标准化项目。2013年9月，中华人民共和国农业部对张港花椰菜实施国家农产品地理标志登记保护，它也是天门市第一个地理标志保护农产品。